# ヒリス・コワニエ
ヒリス・コワニエ（Gillis Coignet、姓は Congnet や Quiniteとも、1542年ころ - 1599年）はフランドル生まれの画家である。聖書や神話を題材にした作品や歴史画を描いた。

## 略歴
アントウェルペンの科学装置を作る職人である同名の父親の息子に生まれた。ネーデルランドの画家の伝記を出版したカレル・ファン・マンデル(1548-1606)によれば、1553年ころからLambert Wenslynsという画家の弟子になり、1559年ころには画商のAntoon van Palermoの元で働いたとされる。1561年にアントウェルペンの聖ルカ組合に入会し、そのしばらく後にイタリアを旅した。イタリアではシチリアやテルニなどで働き、テルニではStelloという名の画家（フランドル出身のstellaertという画家と考えられている ）と壁画を描いたと伝えられている。
イタリアではティツィアーノ・ヴェチェッリオ(1488/1490-1576)などヴェネツィア派の画家のスタイルに影響を受けた。
1570年にアントウェルペンに戻ると、1575年頃には、アントウェルペンの美術出版業者、版画家のフィリップ・ハレのために版画の元絵を描いた。1585年にはアントウェルペンの聖ルカ組合の組合長になるが、1886年9月にはアムステルダムに移り、1889年にアムステルダムの市民権を得た。アムステルダムでのカルヴァン派との対立のためルター派のコワニエは1895年までにはドイツのハンブルクに移り、1898年にはハンブルクで没した。

## 作品

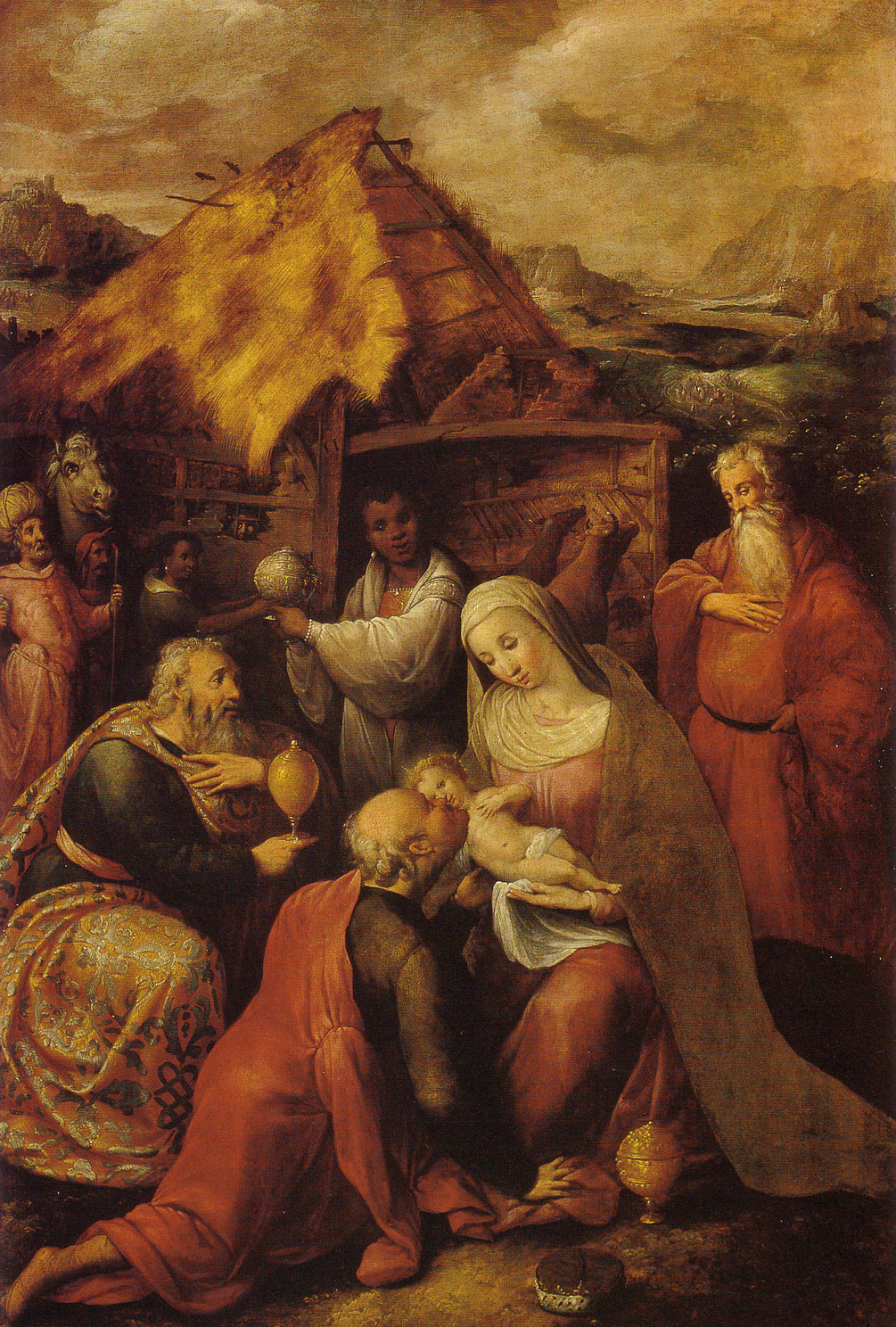
東方三博士の礼拝
人物画
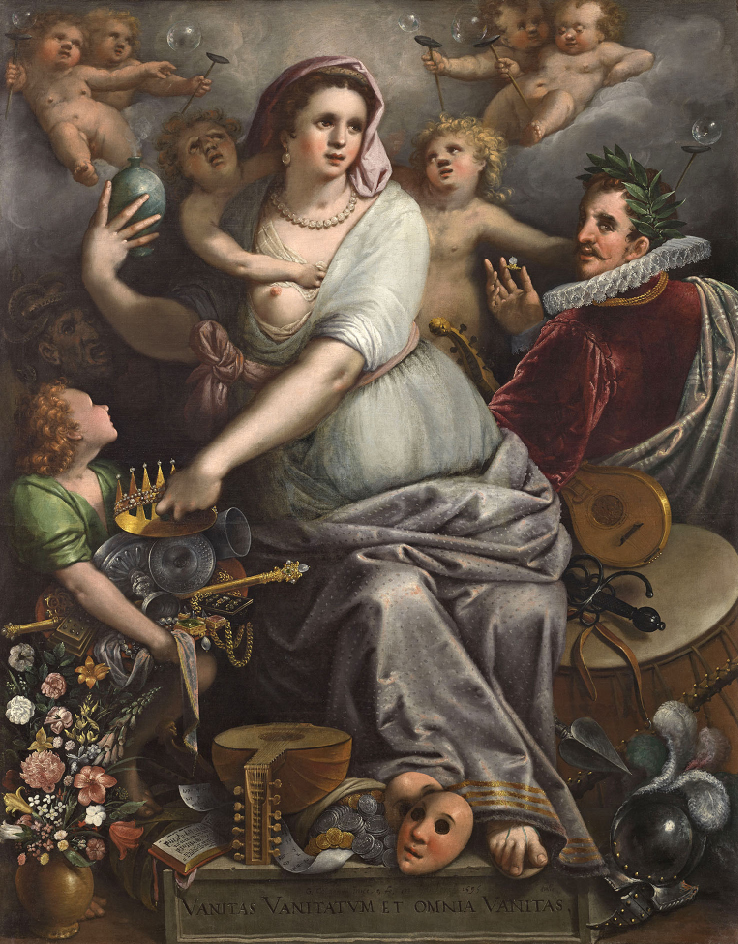
虚栄の寓意
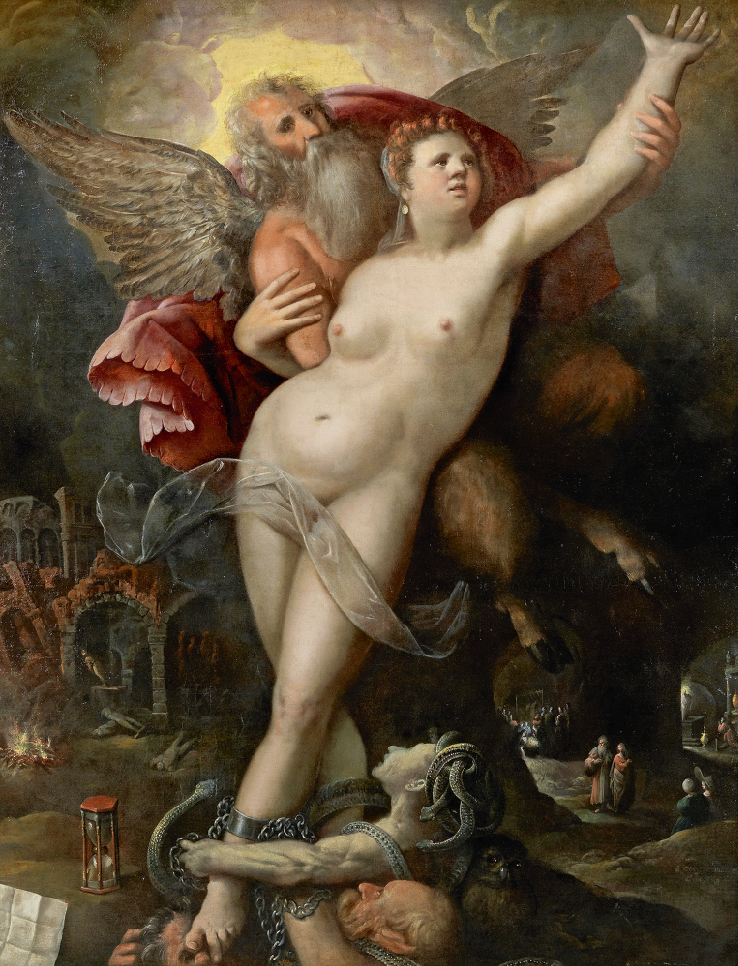
寓意画

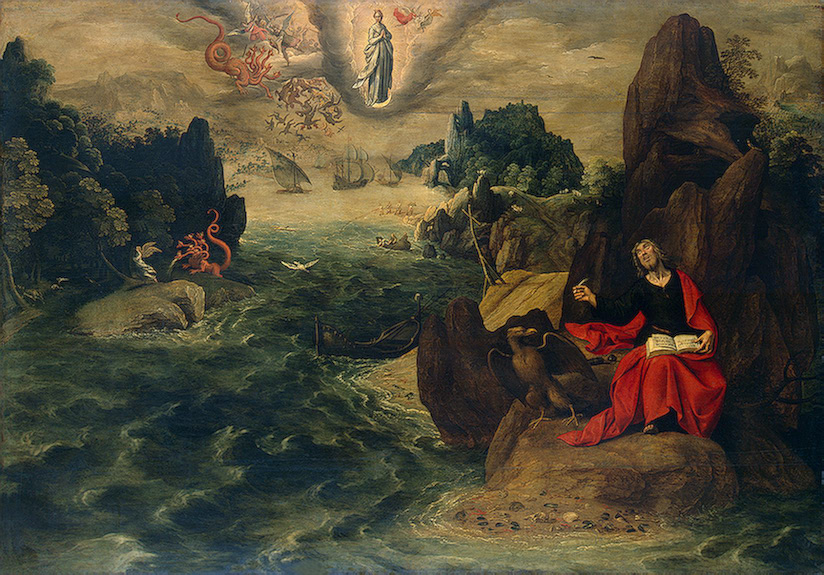
パトモス島の福音記者ヨハネ
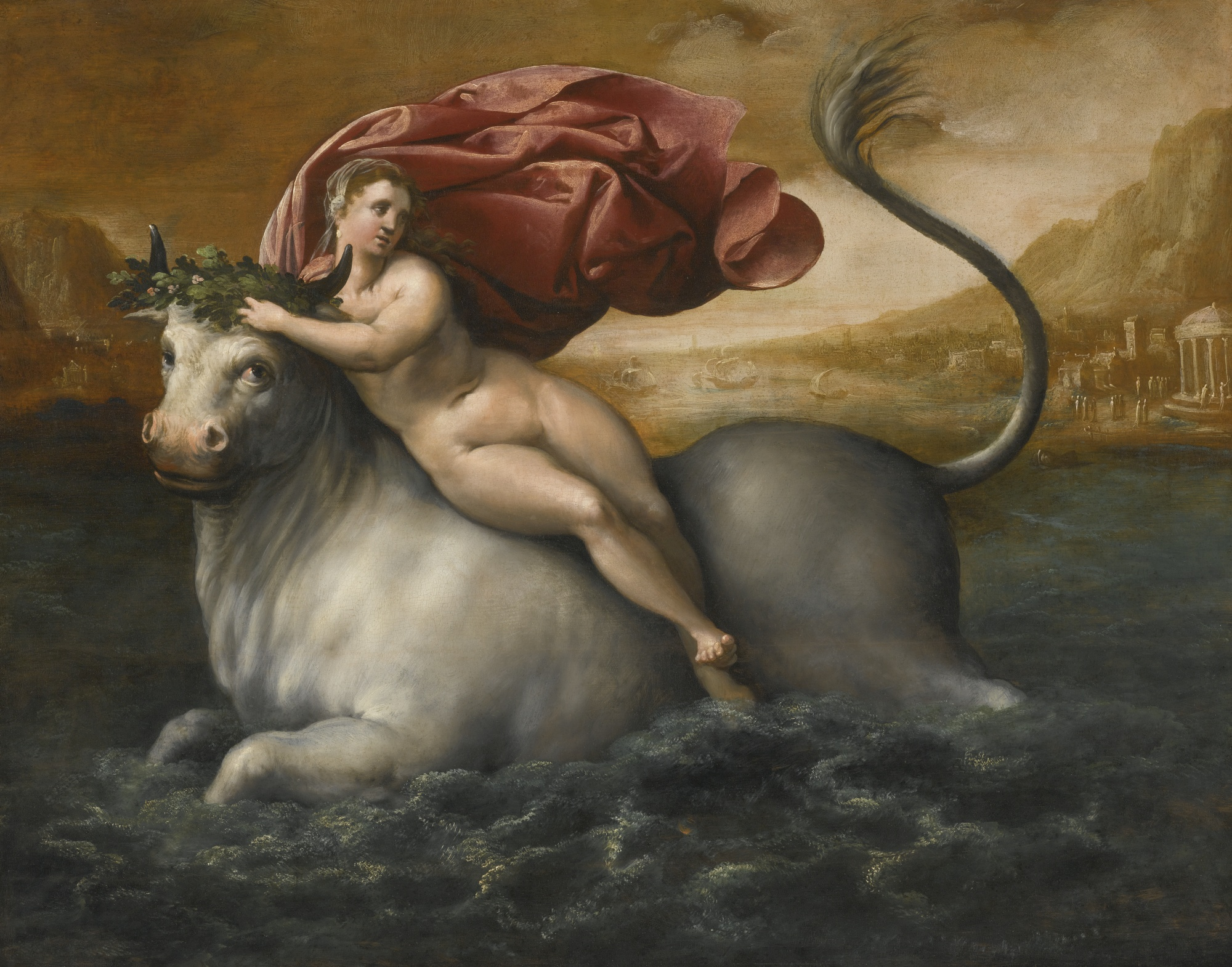
エウロペの略奪
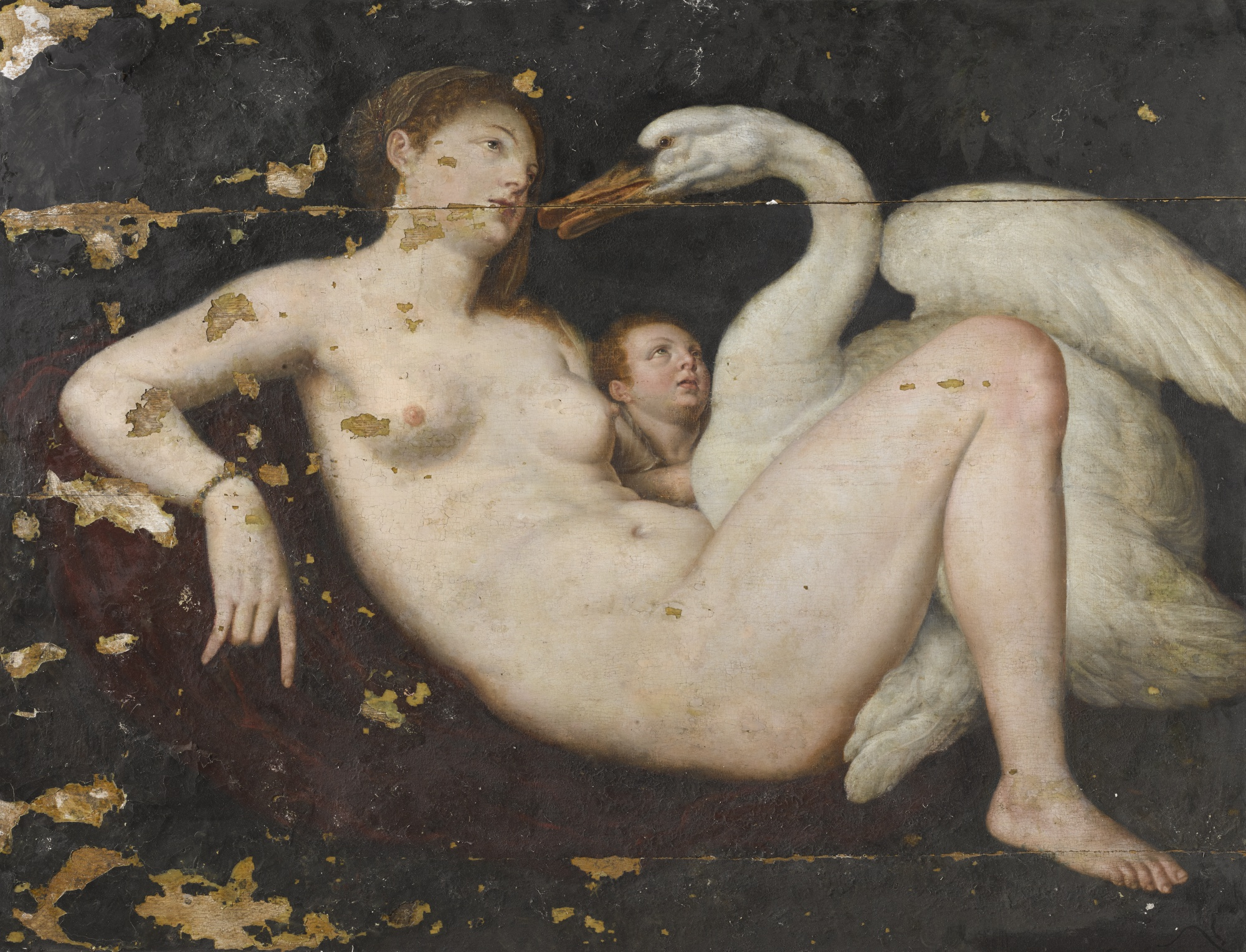
「レダと白鳥」(1590年代)